# 549 Jessonda
549 Jessonda је астероид главног астероидног појаса са пречником од приближно 18,81 km.
Афел астероида је на удаљености од 3,374 астрономских јединица (АЈ) од Сунца, а перихел на 1,994 АЈ.
Ексцентрицитет орбите износи 0,257, инклинација (нагиб) орбите у односу на раван еклиптике 3,960 степени, а орбитални период износи 1606,774 дана (4,399 године).
Апсолутна магнитуда астероида је 11,01 а геометријски албедо 0,197.
Астероид је откривен 15. новембра 1904. године.